# Перелік наукових спеціальностей в Україні
Пере́лік науко́вих спеціа́льностей — це перелік, за яким готуються наукові кадри відповідно до наукових дисциплін. В Україні перелік наукових спеціальностей затверджується наказом центрального органу виконавчої влади, у віданні якого є наука. Чинний перелік наукових спеціальностей затверджено у 2011 році Міністерством освіти і науки, молоді та спорту України та зареєстровано в Міністерстві юстиції України (із змінами). До 2011 року перелік наукових спеціальностей затверджувала Вища атестаційна комісія України.
У період з 2005 по 2011 рік чинним був «Перелік спеціальностей, за якими проводяться захист дисертацій на здобуття наукових ступенів кандидата наук і доктора наук, присудження наукових ступенів і присвоєння вчених звань», затверджений наказом ВАК України від 23.06.2005 № 377 (із змінами). У період з 1999 по 2005 рік діяв перелік, затверджений наказом ВАК України від 10.06.1999 № 288 (із змінами).
За затвердженим переліком наукових спеціальностей в Україні:
- здійснюється підготовка наукових кадрів;
- проводяться захисти дисертацій на здобуття наукових ступенів кандидата наук і доктора наук;
- присуджуються наукові ступені і присвоюються вчені звання.

Шифри наукових спеціальностей складаються з трьох двозначних чисел, розділених крапкою (АА.ББ.ВВ). Перша група позначає галузь науки, друга — групу спеціальностей, третя — спеціальність.

## 01Фізико-математичнінауки
- 01.01.00 Математика
  - 01.01.01 Математичний аналіз
  - 01.01.02 Диференційні рівняння
  - 01.01.03 Математична фізика
  - 01.01.04 Геометрія і топологія
  - 01.01.05 Теорія ймовірностей і математична статистика
  - 01.01.06 Алгебра і теорія чисел
  - 01.01.07 Обчислювальна математика
  - 01.01.08 Математична логіка, теорія алгоритмів і дискретна математика
  - 01.01.09 Варіаційне числення та теорія оптимального керування
  - 01.01.10 Дослідження операцій та теорія ігор
- 01.02.00 Механіка
  - 01.02.01 Теоретична механіка
  - 01.02.04 Механіка деформівного твердого тіла
  - 01.02.05 Механіка рідини, газу та плазми
- 01.03.00 Астрономія
  - 01.03.01 Астрометрія і небесна механіка
  - 01.03.02 Астрофізика, радіоастрономія
  - 01.03.03 Геліофізика і фізика Сонячної системи
- 01.04.00 Фізика
  - 01.04.01 Фізика приладів, елементів і систем
  - 01.04.02 Теоретична фізика
  - 01.04.03 Радіофізика
  - 01.04.04 Фізична електроніка
  - 01.04.05 Оптика, лазерна фізика
  - 01.04.06 Акустика
  - 01.04.07 Фізика твердого тіла
  - 01.04.08 Фізика плазми
  - 01.04.09 Фізика низьких температур
  - 01.04.10 Фізика напівпровідників і діелектриків
  - 01.04.11 Магнетизм
  - 01.04.13 Фізика металів
  - 01.04.14 Теплофізика та молекулярна фізика
  - 01.04.15 Фізика молекулярних та рідких кристалів
  - 01.04.16 Фізика ядра, елементарних частинок і високих енергій
  - 01.04.17 Хімічна фізика, фізика горіння та вибуху
  - 01.04.18 Фізика і хімія поверхні
  - 01.04.19 Фізика полімерів
  - 01.04.20 Фізика пучків заряджених частинок
  - 01.04.21 Радіаційна фізика і ядерна безпека
  - 01.04.22 Надпровідність
  - 01.04.24 Фізика колоїдних систем
- 01.05.00 Інформатика і кібернетика
  - 01.05.01 Теоретичні основи інформатики та кібернетики
  - 01.05.02 Математичне моделювання та обчислювальні методи
  - 01.05.03 Математичне та програмне забезпечення обчислювальних машин і систем
  - 01.05.04 Системний аналіз і теорія оптимальних рішень

## 02Хімічні науки
- 02.00.01 Неорганічна хімія
- 02.00.02 Аналітична хімія
- 02.00.03 Органічна хімія
- 02.00.04 Фізична хімія
- 02.00.05 Електрохімія
- 02.00.06 Хімія високомолекулярних сполук
- 02.00.08 Хімія елементоорганічних сполук
- 02.00.09 Хімія високих енергій
- 02.00.10 Біоорганічна хімія
- 02.00.11 Колоїдна хімія
- 02.00.13 Нафтохімія і вуглехімія
- 02.00.15 Хімічна кінетика і каталіз
- 02.00.19 Хімія високочистих речовин
- 02.00.21 Хімія твердого тіла

## 03Біологічні науки
- 03.00.01 Радіобіологія
- 03.00.02 Біофізика
- 03.00.03 Молекулярна біологія
- 03.00.04 Біохімія
- 03.00.05 Ботаніка
- 03.00.06 Вірусологія
- 03.00.07 Мікробіологія
- 03.00.08 Зоологія
- 03.00.09 Імунологія
- 03.00.10 Іхтіологія
- 03.00.11 Цитологія, клітинна біологія, гістологія
- 03.00.12 Фізіологія рослин
- 03.00.13 Фізіологія людини і тварин
- 03.00.14 Біологія розвитку
- 03.00.15 Генетика
- 03.00.16 Екологія
- 03.00.17 Гідробіологія
- 03.00.18 Ґрунтознавство
- 03.00.19 Кріобіологія
- 03.00.20 Біотехнологія
- 03.00.21 Мікологія
- 03.00.22 Молекулярна генетика
- 03.00.24 Ентомологія
- 03.00.25 Паразитологія, гельмінтологія

## 04Геологічні науки
- 04.00.01 Загальна та регіональна геологія
- 04.00.02 Геохімія
- 04.00.04 Геотектоніка
- 04.00.05 Геологічна інформатика
- 04.00.06 Гідрогеологія
- 04.00.07 Інженерна геологія
- 04.00.08 Петрологія
- 04.00.09 Палеонтологія і стратиграфія
- 04.00.10 Геологія океанів і морів
- 04.00.11 Геологія металевих і неметалевих корисних копалин
- 04.00.16 Геологія твердих горючих копалин
- 04.00.17 Геологія нафти і газу
- 04.00.19 Економічна геологія
- 04.00.20 Мінералогія, кристалографія
- 04.00.21 Літологія
- 04.00.22 Геофізика

## 05Технічні науки
- 05.01.00 Прикладна геометрія, інженерна графіка та ергономіка
  - 05.01.01 Прикладна геометрія, інженерна графіка
  - 05.01.02 Стандартизація, сертифікація та метрологічне забезпечення
  - 05.01.03 Технічна естетика
  - 05.01.04 Ергономіка
- 05.02.00 Машинознавство
  - 05.02.01 Матеріалознавство
  - 05.02.02 Машинознавство
  - 05.02.04 Тертя та зношування в машинах
  - 05.02.08 Технологія машинобудування
  - 05.02.09 Динаміка та міцність машин
  - 05.02.10 Діагностика матеріалів і конструкцій
- 05.03.00 Обробка матеріалів у машинобудуванні
  - 05.03.01 Процеси механічної обробки, верстати та інструменти
  - 05.03.05 Процеси та машини обробки тиском
  - 05.03.06 3варювання та споріднені процеси і технології
  - 05.03.07 Процеси фізико-технічної обробки
- 05.05.00 Галузеве машинобудування
  - 05.05.01 Машини і процеси поліграфічного виробництва
  - 05.05.02 Машини для виробництва будівельних матеріалів і конструкцій
  - 05.05.03 Двигуни та енергетичні установки
  - 05.05.04 Машини для земляних, дорожніх і лісотехнічних робіт
  - 05.05.05 Піднімально-транспортні машини
  - 05.05.06 Гірничі машини
  - 05.05.08 Машини для металургійного виробництва
  - 05.05.10 Машини легкої промисловості
  - 05.05.11 Машини і засоби механізації сільськогосподарського виробництва
  - 05.05.12 Машини нафтової та газової промисловості
  - 05.05.13 Машини та апарати хімічних виробництв
  - 05.05.14 Холодильна, вакуумна та компресорна техніка, системи кондиціювання
  - 05.05.16 Турбомашини та турбоустановки
  - 05.05.17 Гідравлічні машини та гідропневмоагрегати
  - 05.05.18 Машини та обладнання промислового рибальства
- 05.07.00 Авіаційна та ракетно-космічна техніка
  - 05.07.01 Аеродинаміка та газодинаміка літальних апаратів
  - 05.07.02 Проектування, виробництво та випробування літальних апаратів
  - 05.07.06 Наземні комплекси, стартове обладнання
  - 05.07.12 Дистанційні аерокосмічні дослідження
  - 05.07.14 Авіаційно-космічні тренажери
- 05.08.00 Кораблебудування
  - 05.08.01 Теорія корабля
  - 05.08.03 Конструювання та будування суден
- 05.09.00 Електротехніка
  - 05.09.01 Електричні машини і апарати
  - 05.09.03 Електротехнічні комплекси та системи
  - 05.09.05 Теоретична електротехніка
  - 05.09.07 Світлотехніка та джерела світла
  - 05.09.08 Прикладна акустика та звукотехніка
  - 05.09.12 Напівпровідникові перетворювачі електроенергії
  - 05.09.13 Техніка сильних електричних та магнітних полів
- 05.11.00 Прилади
  - 05.11.01 Прилади та методи вимірювання механічних величин
  - 05.11.03 Гіроскопи та навігаційні системи
  - 05.11.04 Прилади та методи вимірювання теплових величин
  - 05.11.05 Прилади та методи вимірювання електричних та магнітних величин
  - 05.11.07 Оптичні прилади та системи
  - 05.11.08 Радіовимірювальні прилади
  - 05.11.13 Прилади і методи контролю та визначення складу речовин
  - 05.11.17 Біологічні та медичні прилади і системи
- 05.12.00 Радіотехніка та телекомунікації
  - 05.12.02 Телекомунікаційні системи та керування ними
  - 05.12.07 Антени та пристрої мікрохвильової техніки
  - 05.12.13 Радіотехнічні пристрої та засобів телекомунікацій
  - 05.12.17 Радіотехнічні та телевізійні системи
  - 05.12.20 Оптоелектронні системи
- 05.13.00 Інформатика, обчислювальна техніка та автоматизація
  - 05.13.03 Системи та процеси керування
  - 05.13.05 Комп'ютерні системи та компоненти
  - 05.13.06 Інформаційні технології
  - 05.13.07 Автоматизація процесів керування
  - 05.13.09 Медична та біологічна інформатика і кібернетика
  - 05.13.12 Системи автоматизації проектувальних робіт
  - 05.13.21 Системи захисту інформації
  - 05.13.22 Управління проектами і програмами
  - 05.13.23 Системи та засоби штучного інтелекту
- 05.14.00 Енергетика
  - 05.14.01 Енергетичні системи та технічні комплекси
  - 05.14.02 Електричні станції, мережі і системи
  - 05.14.06 Технічна теплофізика та промислова теплоенергетика
  - 05.14.08 Перетворювання відновлюваних видів енергії
  - 05.14.14 Теплові та ядерні енергоустановки
- 05.15.00 Розробка корисних копалин
  - 05.15.01 Маркшейдерія
  - 05.15.02 Підземна розробка родовищ корисних копалин
  - 05.15.03 Відкрита розробка родовищ корисних копалин
  - 05.15.04 Шахтне та підземне будівництво
  - 05.15.06 Розробка нафтових та газових родовищ
  - 05.15.08 Збагачення корисних копалин
  - 05.15.09 Геотехнічна і гірнича механіка
  - 05.15.10 Буріння свердловин
  - 05.15.12 Розробка морських родовищ корисних копалин
  - 05.15.13 Трубопровідний транспорт, нафтогазосховища
- 05.16.00 Металургія
  - 05.16.01 Металознавство та термічна обробка металів
  - 05.16.02 Металургія чорних і кольорових металів та спеціальних сплавів
  - 05.16.04 Ливарне виробництво
  - 05.16.06 Порошкова металургія та композиційні матеріали
- 05.17.00 Хімічні технології
  - 05.17.01 Технологія неорганічних речовин
  - 05.17.03 Технічна електрохімія
  - 05.17.04 Технологія продуктів органічного синтезу
  - 05.17.06 Технологія полімерних і композиційних матеріалів
  - 05.17.07 Хімічна технологія палива і пально-мастильних матеріалів
  - 05.17.08 Процеси та обладнання хімічної технології
  - 05.17.11 Технологія тугоплавких неметалічних матеріалів
  - 05.17.14 Хімічний опір матеріалів та захист від корозії
  - 05.17.15 Технологія хімічних волокон
  - 05.17.18 Мембрани та мембранна технологія
  - 05.17.21 Технологія водоочищення
- 05.18.00 Технологія харчової та легкої промисловості
  - 05.18.01 Технологія хлібопекарських продуктів, кондитерських виробів та харчових концентратів
  - 05.18.02 Технологія зернових, бобових, круп'яних продуктів і комбікормів, олійних і луб'яних культур
  - 05.18.04 Технологія м'ясних, молочних продуктів і продуктів з гідробіонтів
  - 05.18.05 Технологія цукристих речовин та продуктів бродіння
  - 05.18.06 Технологія жирів, ефірних масел і парфумерно-косметичних продуктів
  - 05.18.08 Товарознавство непродовольчих товарів
  - 05.18.12 Процеси та обладнання харчових, мікробіологічних та фармацевтичних виробництв
  - 05.18.13 Технологія консервованих і охолоджених харчових продуктів
  - 05.18.15 Товарознавство харчових продуктів
  - 05.18.16 Технологія харчової продукції
  - 05.18.18 Технологія взуття, шкіряних виробів і хутра
  - 05.18.19 Технологія текстильних матеріалів, швейних і трикотажних виробів
- 05.22.00 Транспорт
  - 05.22.01 Транспортні системи
  - 05.22.02 Автомобілі та трактори
  - 05.22.06 Залізнична колія
  - 05.22.07 Рухомий склад залізниць та тяга поїздів
  - 05.22.09 Електротранспорт
  - 05.22.11 Автомобільні шляхи та аеродроми
  - 05.22.12 Промисловий транспорт
  - 05.22.13 Навігація та управління рухом
  - 05.22.20 Експлуатація та ремонт засобів транспорту
- 05.23.00 Будівництво
  - 05.23.01 Будівельні конструкції, будівлі та споруди
  - 05.23.02 Основи і фундаменти
  - 05.23.03 Вентиляція, освітлення та теплогазопостачання
  - 05.23.04 Водопостачання, каналізація
  - 05.23.05 Будівельні матеріали та вироби
  - 05.23.06 Технологія деревообробки, виготовлення меблів та виробів з деревини
  - 05.23.08 Технологія та організація промислового та цивільного будівництва
  - 05.23.16 Гідравліка та інженерна гідрологія
  - 05.23.17 Будівельна механіка
  - 05.23.20 Містобудування та територіальне планування
- 05.24.00 Геодезія
  - 05.24.01 Геодезія, фотограмметрія та картографія
  - 05.24.04 Кадастр та моніторинг земель
- 05.26 Безпека життєдіяльності
  - 05.26.01 Охорона праці
- 05.27.00 Електроніка
  - 05.27.01 Твердотільна електроніка
  - 05.27.02 Вакуумна, плазмова та квантова електроніка
  - 05.27.06 Технологія, обладнання та виробництво електронної техніки

## 06Сільськогосподарські науки
- 06.01.00 Агрономія
  - 06.01.01 Загальне землеробство
  - 06.01.02 Сільськогосподарські меліорації
  - 06.01.03 Агроґрунтознавство і агрофізика
  - 06.01.04 Агрохімія
  - 06.01.05 Селекція і насінництво
  - 06.01.06 Овочівництво
  - 06.01.07 Плодівництво
  - 06.01.08 Виноградарство
  - 06.01.09 Рослинництво
  - 06.01.10 Субтропічні культури
  - 06.01.11 Фітопатологія
  - 06.01.12 Кормовиробництво і луківництво
  - 06.01.13 Гербологія
  - 06.01.15 Первинна обробка продуктів рослинництва
- 06.02.00 3оотехнія
  - 06.02.01 Розведення та селекція тварин
  - 06.02.02 Годівля тварин і технологія кормів
  - 06.02.03 Рибництво
  - 06.02.04 Технологія виробництва продуктів тваринництва
- 06.03 Лісове господарство
  - 06.03.01 Лісові культури та фітомеліорація
  - 06.03.02 Лісовпорядкування і лісова таксація
  - 06.03.03 Лісознавство і лісівництво

## 07Історичні науки
- 07.00.01 Історія України
- 07.00.02 Всесвітня історія
- 07.00.04 Археологія
- 07.00.05 Етнографія й етнологія
- 07.00.06 Історіографія, джерелознавство та спеціальні історичні дисципліни
- 07.00.07 Історія науки й техніки
- 07.00.09 Антропологія

## 08Економічні науки
- 08.00.01 Економічна теорія та історія економічної думки
- 08.00.02 Світове господарство і міжнародні економічні відносини
- 08.00.03 Економіка та управління національним господарством
- 08.00.04 Економіка та управління підприємствами (за видами економічної діяльності)
- 08.00.05 Розвиток продуктивних сил і регіональна економіка
- 08.00.06 Економіка природокористування та охорони навколишнього середовища
- 08.00.07 Демографія, економіка праці, соціальна економіка і політика
- 08.00.08 Гроші, фінанси і кредит
- 08.00.09 Бухгалтерський облік, аналіз та аудит (за видами економічної діяльності)
- 08.00.10 Статистика
- 08.00.11 Математичні методи, моделі та інформаційні технології в економіці

## 09Філософські науки
- 09.00.01 Онтологія, гносеологія, феноменологія
- 09.00.02 Діалектика і методологія пізнання
- 09.00.03 Соціальна філософія та філософія історії
- 09.00.04 Філософська антропологія, філософія культури
- 09.00.05 Історія філософії
- 09.00.06 Логіка
- 09.00.07 Етика
- 09.00.08 Естетика
- 09.00.09 Філософія науки
- 09.00.10 Філософія освіти
- 09.00.11 Релігієзнавство
- 09.00.12 Українознавство
- 09.00.14 Богослов'я

## 10Філологічні науки
- 10.01.00 Літературознавство
  - 10.01.01 Українська література
  - 10.01.02 Російська література
  - 10.01.03 Література слов'янських народів
  - 10.01.04 Література зарубіжних країн
  - 10.01.05 Порівняльне літературознавство
  - 10.01.06 Теорія літератури
  - 10.01.07 Фольклористика
  - 10.01.08 Журналістика
  - 10.01.09 Літературне джерелознавство і текстологія
  - 10.01.10 Кримськотатарська література
- 10.02.00 Мовознавство
  - 10.02.01 Українська мова
  - 10.02.02 Російська мова
  - 10.02.03 Слов'янські мови
  - 10.02.04 Германські мови
  - 10.02.05 Романські мови
  - 10.02.06 Балтійські мови
  - 10.02.07 Індоіранські мови
  - 10.02.08 Тюркські мови
  - 10.02.09 Фінно-угорські та самодійські мови
  - 10.02.10 Іберійсько-кавказькі мови
  - 10.02.11 Монгольські мови
  - 10.02.12 Семітські мови
  - 10.02.13 Мови народів Азії, Африки, аборигенів Америки та Австралії
  - 10.02.14 Класичні мови. Окремі індоєвропейські мови
  - 10.02.15 Загальне мовознавство
  - 10.02.16 Перекладознавство
  - 10.02.17 Порівняльно-історичне і типологічне мовознавство
  - 10.02.21 Структурна, прикладна та математична лінгвістика

## 11Географічні науки
- 11.00.01 Фізична географія, геофізика і геохімія ландшафтів
- 11.00.02 Економічна та соціальна географія
- 11.00.04 Геоморфологія та палеогеографія
- 11.00.05 Біогеографія та географія ґрунтів
- 11.00.07 Гідрологія суші, водні ресурси, гідрохімія
- 11.00.08 Океанологія
- 11.00.09 Метеорологія, кліматологія, агрометеорологія
- 11.00.11 Конструктивна географія і раціональне використання природних ресурсів
- 11.00.12 Географічна картографія

## 12Юридичні науки
- 12.00.01 Теорія та історія держави і права; історія політичних і правових вчень
- 12.00.02 Конституційне право; муніципальне право
- 12.00.03 Цивільне право і цивільний процес; сімейне право; міжнародне приватне право
- 12.00.04 Господарське право; господарсько-процесуальне право
- 12.00.05 Трудове право; право соціального забезпечення
- 12.00.06 3емельне право; аграрне право; екологічне право; природоресурсне право
- 12.00.07 Адміністративне право і процес; фінансове право; інформаційне право
- 12.00.08 Кримінальне право та кримінологія; кримінально-виконавче право
- 12.00.09 Кримінальний процес та криміналістика; судова експертиза; оперативно-розшукова діяльність
- 12.00.10 Судоустрій; прокуратура та адвокатура
- 12.00.11 Міжнародне право
- 12.00.12 Філософія права

## 13Педагогічні науки
- 13.00.01 Загальна педагогіка та історія педагогіки
- 13.00.02 Теорія та методика навчання (з галузей знань)
- 13.00.03 Корекційна педагогіка
- 13.00.04 Теорія і методика професійної освіти
- 13.00.05 Соціальна педагогіка
- 13.00.06 Теорія і методика управління освітою
- 13.00.07 Теорія і методика виховання
- 13.00.08 Дошкільна педагогіка
- 13.00.09 Теорія навчання
- 13.00.10 Інформаційно-комунікаційні технології в освіті

## 14Медичні науки
- 14.01.00 Клінічна медицина
  - 14.01.01 Акушерство та гінекологія
  - 14.01.02 Внутрішні хвороби
  - 14.01.03 Хірургія
  - 14.01.04 Серцево-судинна хірургія
  - 14.01.05 Нейрохірургія
  - 14.01.06 Урологія
  - 14.01.07 Онкологія
  - 14.01.08 Трансплантологія та штучні органи
  - 14.01.09 Дитяча хірургія
  - 14.01.10 Педіатрія
  - 14.01.11 Кардіологія
  - 14.01.12 Ревматологія
  - 14.01.13 Інфекційні хвороби
  - 14.01.14 Ендокринологія
  - 14.01.15 Нервові хвороби
  - 14.01.16 Психіатрія
  - 14.01.17 Наркологія
  - 14.01.18 Офтальмологія
  - 14.01.19 Оториноларингологія
  - 14.01.20 Шкірні та венеричні хвороби
  - 14.01.21 Травматологія та ортопедія
  - 14.01.22 Стоматологія
  - 14.01.23 Променева діагностика та променева терапія
  - 14.01.24 Лікувальна фізкультура та спортивна медицина
  - 14.01.25 Судова медицина
  - 14.01.26 Фтизіатрія
  - 14.01.27 Пульмонологія
  - 14.01.28 Клінічна фармакологія
  - 14.01.29 Клінічна алергологія
  - 14.01.30 Анестезіологія та інтенсивна терапія
  - 14.01.31 Гематологія та трансфузіологія
  - 14.01.32 Медична біохімія
  - 14.01.33 Медична реабілітація, фізіотерапія та курортологія
  - 14.01.34 Космічна медицина
  - 14.01.35 Кріомедицина
  - 14.01.36 Гастроентерологія
  - 14.01.37 Нефрологія
  - 14.01.38 Загальна практика — сімейна медицина
  - 14.01.39 Клінічна лабораторна діагностика
  - 14.01.40 Медицина катастроф
- 14.02.00 Профілактична медицина
  - 14.02.01 Гігієна та професійна патологія
  - 14.02.02 Епідеміологія
  - 14.02.03 Соціальна медицина
- 14.03.00 Теоретична медицина
  - 14.03.01 Нормальна анатомія
  - 14.03.02 Патологічна анатомія
  - 14.03.03 Нормальна фізіологія
  - 14.03.04 Патологічна фізіологія
  - 14.03.05 Фармакологія
  - 14.03.06 Токсикологія
  - 14.03.07 Фізіологічно активні сполуки
  - 14.03.08 Імунологія та алергологія
  - 14.03.09 Гістологія, цитологія, ембріологія
  - 14.03.10 Біомеханіка
  - 14.03.11 Медична та біологічна інформатика і кібернетика

## 15Фармацевтичні науки
- 15.00.01 Технологія ліків, організація фармацевтичної справи та судова фармація
- 15.00.02 Фармацевтична хімія та фармакогнозія
- 15.00.03 Стандартизація та організація виробництва лікарських засобів

## 16Ветеринарні науки
- 16.00.01 Діагностика і терапія тварин
- 16.00.02 Патологія, онкологія і морфологія тварин
- 16.00.03 Ветеринарна мікробіологія, епізоотологія, інфекційні хвороби та імунологія
- 16.00.04 Ветеринарна фармакологія та токсикологія
- 16.00.05 Ветеринарна хірургія
- 16.00.06 Гігієна тварин та ветеринарна санітарія
- 16.00.07 Ветеринарне акушерство
- 16.00.09 Ветеринарно-санітарна експертиза
- 16.00.10 Ентомологія
- 16.00.11 Паразитологія

## 17Мистецтвознавство
- 17.00.02 Театральне мистецтво
- 17.00.03 Музичне мистецтво
- 17.00.04 Кіномистецтво. Телебачення
- 17.00.05 Образотворче мистецтво
- 17.00.06 Декоративне і прикладне мистецтво
- 17.00.07 Дизайн

## 18Архітектура
- 18.00.01 Теорія архітектури, реставрація пам'яток архітектури
- 18.00.02 Архітектура будівель та споруд
- 18.00.04 Містобудування та ландшафтна архітектура

## 19Психологічні науки
- 19.00.01 Загальна психологія, історія психології
- 19.00.02 Психофізіологія
- 19.00.03 Психологія праці; інженерна психологія
- 19.00.04 Медична психологія
- 19.00.05 Соціальна психологія; психологія соціальної роботи
- 19.00.06 Юридична психологія
- 19.00.07 Педагогічна та вікова психологія
- 19.00.08 Спеціальна психологія
- 19.00.09 Психологія діяльності в особливих умовах
- 19.00.10 Організаційна психологія, економічна психологія;
- 19.00.11 Політична психологія

## 20Військові науки
- 20.01.00 Військово-теоретичні науки
  - 20.01.01 Воєнне мистецтво
  - 20.01.05 Будівництво 3бройних сил
  - 20.01.07 Оборонна економіка
  - 20.01.08 Тил 3бройних сил
  - 20.01.10 Розвідка та іноземні армії
  - 20.01.12 Радіоелектронна боротьба, способи та засоби
- 20.02.00 Військово-спеціальні науки
  - 20.02.04 Військова географія
  - 20.02.05 Інженерне обладнання театрів воєнних дій
  - 20.02.11 Засоби та методи військової навігації
  - 20.02.12 Військова кібернетика, системи управління та зв'язок
  - 20.02.14 Озброєння і військова техніка
  - 20.02.15 Гідроаеродинаміка, динаміка руху та маневрування бойових засобів
  - 20.02.20 Теорія стрільби
  - 20.02.22 Військова історія
  - 20.02.23 Засоби захисту від зброї масового ураження

## 21Національна безпека
- 21.01.00 Основи національної безпеки
  - 21.01.01 Основи національної безпеки держави
- 21.02.00 Воєнна безпека
  - 21.02.01 Воєнна безпека держави
  - 21.02.02 Охорона державного кордону
  - 21.02.03 Цивільний захист
- 21.03.00 Гуманітарна і політична безпека
  - 21.03.01 Гуманітарна і політична безпека держави
  - 21.03.02 Регіональна безпека держави
  - 21.03.03 Геополітика
- 21.04.00 Економічна безпека
  - 21.04.01 Економічна безпека держави
  - 21.04.02 Економічна безпека суб'єктів господарської діяльності
- 21.05.00 Інформаційна безпека
  - 21.05.01 Інформаційна безпека держави
- 21.06.00 Техногенна безпека
  - 21.06.01 Екологічна безпека
  - 21.06.02 Пожежна безпека
- 21.07.00 Державна безпека України
  - 21.07.01 Забезпечення державної безпеки України
  - 21.07.02 Розвідувальна діяльність органів державної безпеки
  - 21.07.03 Кадри органів та військ державної безпеки
  - 21.07.04 Оперативно-розшукова діяльність
  - 21.07.05 Службово-бойова діяльність сил охорони правопорядку
- 21.08.00 Міжнародна безпека
  - 21.08.01 Іноземні держави та їхні потенціали

## 22Соціологічні науки
- 22.00.01 Теорія та історія соціології
- 22.00.02 Методологія та методи соціологічних досліджень
- 22.00.03 Соціальні структури та соціальні відносини
- 22.00.04 Спеціальні та галузеві соціології

## 23Політичні науки
- 23.00.01 Теорія та історія політичної науки
- 23.00.02 Політичні інститути та процеси
- 23.00.03 Політична культура та ідеологія
- 23.00.04 Політичні проблеми міжнародних систем та глобального розвитку
- 23.00.05 Етнополітологія та етнодержавознавство

## 24Фізичне вихованнятаспорт
- 24.00.01 Олімпійський і професійний спорт
- 24.00.02 Фізична культура, фізичне виховання різних груп населення
- 24.00.03 Фізична реабілітація

## 25Державне управління
- 25.00.01 Теорія і історія державного управління
- 25.00.02 Механізми державного управління
- 25.00.03 Державна служба
- 25.00.04 Місцеве самоврядування
- 25.00.05 Державне управління у сфері державної безпеки та охорони громадського порядку

## 26Культурологія
- 26.00.01 Теорія та історія культури
- 26.00.02 Світова культура і міжнародні культурні зв'язки
- 26.00.04 Українська культура
- 26.00.05 Музеєзнавство. Пам'яткознавство
- 26.00.06 Прикладна культурологія. Культурні практики

## 27Соціальні комунікації
- 27.00.01 Теорія та історія соціальних комунікацій
- 27.00.02 Документознавство, архівознавство
- 27.00.03 Книгознавство, бібліотекознавство, бібліографознавство
- 27.00.04 Теорія та історія журналістики
- 27.00.05 Теорія та історія видавничої справи та редагування
- 27.00.06 Прикладні соціально-комунікаційні технології
- 27.00.07 Соціальна інформатика